# Silverlane
Silverlane ist eine Metal-Band aus Forchheim. In der Musik der Gruppe finden sich auch deutliche Tendenzen zum Symphonic- und Gothic Metal.

## Geschichte
Die Anfänge der Band reichen bis ins Jahr 1995 zurück. Die Brüder Christoph und Simon Schmitt gründeten zusammen mit ihrem Schulfreund Daniel Saffer die Band The Rising Force. 1997 stieß Dorotheé Schmitt, Christophs und Simons Schwester, am Keyboard dazu. Zunächst trat die Band als Coverband bei verschiedenen Veranstaltungen auf, bevor man sich dazu entschloss, nur noch eigene Titel zu spielen. Unter dem Namen The Rising Force wurden drei Tonträger veröffentlicht: Dark Forces (1998), Memories (2000) sowie My Way to Keah (2001). Auf letzterem ist bereits Marcus T. Marcello als Sänger zu hören. 2003 stieß Uli Holzermer als Gitarrist zur Band und komplettierte die damalige Besetzung.
Im Jahre 2005 erfolgte die Umbenennung in Silverlane. Im gleichen Jahr stieg Schlagzeuger Simon Michael bei Subway to Sally ein und spielte seitdem parallel in beiden Bands. Ebenfalls 2005 erschien schließlich das erste Silverlane-Album Legends of Safar im Eigenvertrieb. 2008 unterschrieben Silverlane einen Plattenvertrag bei Drakkar Entertainment und veröffentlichten im Frühjahr 2009 das Album My Inner Demon. Im Laufe der Produktion zu diesem Album wurde Marcus T. Marcello durch Ecki Singer am Gesang ersetzt. Bereits wenige Tage vor der Veröffentlichung begaben sich Silverlane auf eine Deutschland-Tournee mit der finnischen Band Lordi.
Im Herbst 2010 kam mit Above the Others das dritte Album der Band heraus. Im Mai 2011 verließ Ecki Singer die Band aus persönlichen Gründen. Einen Auftritt beim Rock Harz Open Air im selben Jahr bestritt man deshalb mit Aushilfssänger Tom Klossek, der mittlerweile fest zur Besetzung gehört. Die Band bestritt noch einige weiter Auftritte und kleinere Touren unter anderem mit Kissin’ Dynamite.
Die Aufnahmen zum Nachfolger von Above the Others begannen bereits im Jahr 2013, zogen sich aber aufgrund familiärer Gründe immer weiter in die Länge. Das Album wurde schließlich 2019 fertiggestellt und Anfang 2021 ein neuer Plattenvertrag bei Drakkar Entertainment unterzeichnet. Simon verließ die Band 2019 aus Zeitgründen, seither bedient Basti Kirchdörfer (früher bei Stinger), ein langjähriger Freund der Band, das Schlagzeug. Dodo befindet sich aktuell in einer "Babypause" und steht der Band live derzeit nicht zur Verfügung.
Die ersten beiden Singles (I Universe und Für immer und ewig) aus dem neuen Album Inside Internal Infinity sind bereits veröffentlicht, das Album selbst wird am 28. Januar 2022 über Drakkar Entertainment erscheinen.

## Wissenswertes
Neben der von Ecki Singer eingesungenen offiziellen Version von My Inner Demon existiert ebenfalls eine ungemasterte, von Ex-Sänger Marcus T. Marcello gesungene Variante des Albums. Diese wurde ursprünglich als Demoversion an Plattenfirmen geschickt, offiziell jedoch nie veröffentlicht. Trotzdem wurde sie über Tauschbörsen im Internet verbreitet. Darüber hinaus war diese Demoversion mit einem anderen Artwork versehen.

## Diskografie
- Dark Forces (1998; Eigenvertrieb), als "The Rising Force"
- Memories (2000; Eigenvertrieb), als "The Rising Force"
- My Way to Keah (2001; Eigenvertrieb), als "The Rising Force"
- Legends of Safar (2005; Eigenvertrieb)
- My Inner Demon (2009; Drakkar Entertainment)
- Above The Others (2010; Drakkar Entertainment)
- Inside Internal Infinity (2022; Drakkar Entertainment)